# ファイビー&ファイニー

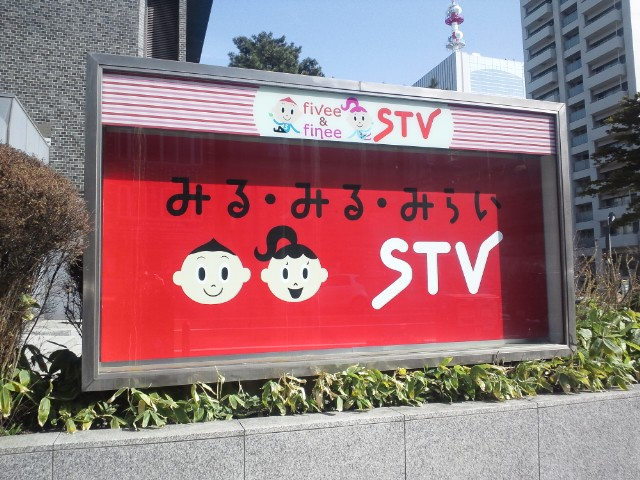
ファイビー&ファイニー

ファイビー&ファイニー（FiVee&Finee）は、札幌テレビ放送（STV）のかつてのマスコットキャラクターである。2008年1月1日から登場し2017年まで用いられた。

## 概要
先代のマスコットキャラクター「スピカちゃん」の名前の元になった札幌メディアパーク・スピカが2008年3月で閉鎖されることと同年にSTVが創立50周年を迎えることに伴い、スピカちゃんに代わる新しいマスコットキャラクターとして発表された。その後10年間マスコットキャラクターを勤めた。

## 命名
2008年からのSTVの新キャッチフレーズ「FIVE is FINE」とSTVの地デジのチャンネルナンバーが「5」であることから取られた。

## キャラクター、性格
2人ともテレビやラジオが大好き。北国生まれで住んでいるところは「ヒミツ」。ともに年齢不詳で2人の関係は「お友達」。
- ファイビー（fivee）

先が尖った髪型をしている男の子。後頭部の「STV」の刈り込みがチャームポイント。白地でSTVのデジタル放送のリモコンキーIDである「5」と書かれた青いシャツを着ている。やんちゃで、スポーツ・音楽・バラエティ番組（特に「笑点」）が好き。ニュースにも関心がある。食いしん坊でもある。
- ファイニー（finee）

どの向きから見ても「S」に見えるポニーテールがチャームポイント。「I ♥ FIVE」と書かれた水色のワンピースを着ている。おちゃめな性格。グルメ情報に敏感で、ファッション・占いが好き。環境問題にも関心がある。一番好きな番組は「どさんこワイド180」。

## 歴代のSTVのキャラクター
- 「スティービー」（1994年 - 1998年）
- 「となりのサッちゃん」（1998年 - 1999年）
- 「スピカちゃん」（2000年 - 2007年）
- 「どさんこくん」（2018年 - ） - 元々「どさんこワイド」のマスコットとして設定、STV創立60周年を機に局全体のマスコットとなった。

## 他の北海道内民放のキャラクター
- 「もんすけ」（北海道放送）
- 「onちゃん」（北海道テレビ放送）
- 「らっぴぃ」→「シロクマセブン」（テレビ北海道）
- 「ともだっち」→「みちゅバチ」（北海道文化放送）
- NNN系列他局マスコットキャラクター
- なんだろう→ダベア、そらジロー （日本テレビ）
- テレビヤン→ウキキ・ミニニ→シノビー（読売テレビ）
- チュウキョ～くん（中京テレビ）